# Бабёнки (Старицкий район)
Бабёнки — деревня в Старицком районе Тверской области. Входит в состав Луковниковского сельского поселения.

## Расположение
Деревня расположена южнее сёл Луковниково и Степино на правом берегу реки Тьма вдоль дороги Степино — Павликово (участок бывшего тракта Торжок - Луковниково - Ржев). Деревня находится в зоне радиопокрытия операторов мобильной связи «Большой тройки»: МТС, Билайн, МегаФон.

## Ближайшие населённые пункты
- Луковниково
- Степино
- Боярниково
- Вардугино
- Денежное

## Факты
В годы Великой Отечественной войны деревня находилась в оккупации с конца октября до 31 декабря 1941 года.

## Фотографии

Северный край деревни в 1975 г.
Северный край деревни в 2009 г.
Вид с севера, кадр видеосъёмки 2009 г.
Вид с юга, кадр видеосъёмки 2009 г.
Вид с западного берега р. Тьма, кадр видеосъёмки 2009 г.
Бабёнки, кадр видеосъёмки 2009 г.
Бабёнки, кадр видеосъёмки 2009 г.
Бабёнки, кадр видеосъёмки 2009 г.
Бабёнки, кадр видеосъёмки 2009 г.
Южный край деревни,кадр видеосъёмки 2009 г.